# A.S.D. Elpidiense Cascinare
Associazione Sportiva Dilettantistica Elpidiense Cascinare là một câu lạc bộ bóng đá Ý đến từ Sant'Elpidio a Mare, Marche..